# 收斂速度
在數值分析中, 一個收斂序列向其極限逼近的速度稱為收斂速度. 該概念多用於最優化算法中; 其被定義為一個疊代序列向其局部最優值逼近 (假設計算過程收斂, 並能逹到最優值) 的速度, 是評價一個疊代法於該問題中發揮的性能的一個重要指標. 

## 定義
收斂速度以收斂階衡量, 亦可以收斂因子描述; 依計算方法的不同, 有下述兩種收斂階及收斂因子.

### 商收斂因子及商收斂階
- 商收斂因子{\displaystyle Q_{p}}的定義式如下:

{\displaystyle Q_{p}=\limsup _{k\rightarrow \infty }{\frac {||x_{k+1}-x^{*}||_{2}}{||x_{k}-x^{*}||_{2}^{p}}},p\in [1,+\infty ]}
商收斂因子也稱Q—因子, 商收斂階也稱Q—收斂階. 利用商收斂因子, 對收斂速度進行描述的方式如下: 
1. 如果{\displaystyle Q_{1}=0}, 則稱{\displaystyle \{x_{k}\}}是Q—超線性收斂於{\displaystyle x^{*}}; 如果{\displaystyle 0<Q_{1}<1}, 則稱{\displaystyle \{x_{k}\}}是Q—線性收斂於{\displaystyle x^{*}}; 如果{\displaystyle Q_{1}\geq 1}, 則稱{\displaystyle \{x_{k}\}}是Q—次線性收斂於{\displaystyle x^{*}}.
2. 如果{\displaystyle Q_{2}=0}, 則稱{\displaystyle \{x_{k}\}}是Q—超平方收斂於{\displaystyle x^{*}}; 如果{\displaystyle 0<Q_{2}<+\infty }, 則稱{\displaystyle \{x_{k}\}}是Q—平方收斂於{\displaystyle x^{*}}; 如果{\displaystyle Q_{2}=+\infty }, 則稱{\displaystyle \{x_{k}\}}是Q—次平方收斂於{\displaystyle x^{*}}.

注意: Q—線性收斂與Q—平方收斂, 以及Q—次線性收斂與Q—次平方收斂的評判標準有些微差別. 「Q—平方收斂」也稱為「Q—二次收斂」. 
依照Q—平方收斂 (不是Q—線性收斂) 的定義, 可以定義Q—立方收斂 (將{\displaystyle Q_{2}}改為{\displaystyle Q_{3}}), Q—四次方收斂等更高Q—收斂階. 
- 商收斂階{\displaystyle O_{Q}}的定義式如下:

{\displaystyle O_{Q}=\inf\{p|p\in [1,+\infty ){\text{ 且 }}Q_{p}=+\infty \}}
對比商收斂因子的描述, 商收斂階是指求出一個數{\displaystyle n\geq 1} (不一定是整數), 使得對於{\displaystyle \forall t_{1}\geq n}, 點列{\displaystyle \{x_{k}\}}都是Q—次{\displaystyle t_{1}}次方收於, 且對於{\displaystyle t_{2}<n}, {\displaystyle \{x_{k}\}}都是Q—{\displaystyle t_{2}}次方收斂. 而這個數{\displaystyle n}就是點列的商收斂階. 

### 根收斂因子及根收斂階
- 根收斂因子{\displaystyle R_{p}}的定義式如下:

{\displaystyle R_{p}=\left\{{\begin{aligned}\limsup _{k\rightarrow \infty }||x_{k}-x^{*}||_{2}^{1/k},&{\mbox{ when }}p=1,\\\limsup _{k\rightarrow \infty }||x_{k}-x^{*}||_{2}^{1/p^{k}},&{\mbox{ when }}p>1.\end{aligned}}\right.}
根收斂因子也稱R—因子, 根收斂階也稱R—收斂階. 利用根收斂因子, 對收斂速度進行描述的方式如下: 
1. 如果{\displaystyle R_{1}=0}, 則稱{\displaystyle \{x_{k}\}}是R—超線性收斂於{\displaystyle x^{*}}; 如果{\displaystyle 0<R_{1}<1}, 則稱{\displaystyle \{x_{k}\}}是R—線性收斂於{\displaystyle x^{*}}; 如果{\displaystyle R_{1}=1}, 則稱{\displaystyle \{x_{k}\}}是R—次線性收斂於{\displaystyle x^{*}}.
2. 如果{\displaystyle R_{2}=0}, 則稱{\displaystyle \{x_{k}\}}是R—超平方收斂於{\displaystyle x^{*}}; 如果{\displaystyle 0<R_{2}<1}, 則稱{\displaystyle \{x_{k}\}}是R—平方收斂於{\displaystyle x^{*}}; 如果{\displaystyle R_{2}\geq +\infty }, 則稱{\displaystyle \{x_{k}\}}是R—次平方收斂於{\displaystyle x^{*}}.

注意: R—次線性收斂與R—次平方收斂的評判標準有些微差別. 「R—平方收斂」也稱為「R—二次收斂」. 
依照R—平方收斂 (不是R—線性收斂) 的定義, 可以定義R—立方收斂 (將{\displaystyle R_{2}}改為{\displaystyle R_{3}}), R—四次方收斂等更高R—收斂階.
- 根收斂階{\displaystyle O_{R}}的定義式如下:

{\displaystyle O_{R}=\inf\{p|p\in [1,+\infty ){\text{ 且 }}R_{p}=1\}}
對比根收斂因子的描述, 根收斂階是指求出一個數{\displaystyle n\geq 1} (不一定是整數), 使得對於{\displaystyle \forall t_{1}\geq n}, 點列{\displaystyle \{x_{k}\}}都是R—次{\displaystyle t_{1}}次方收於, 且對於{\displaystyle t_{2}<n}, {\displaystyle \{x_{k}\}}都是R—{\displaystyle \ \ t_{2}}次方收斂. 而這個數{\displaystyle n}就是點列的根收斂階. 

### 兩種收斂階的聯繫
對於一個收斂點列而言, 其Q—收斂階不大於其R—收斂階, 即
{\displaystyle O_{Q}\leq O_{R}.}
有時, 一個數列的R—收斂階可能很高, 但其Q—收斂階可能很低. 當然可以證明, 一個R—收斂階高的點列至少比某些Q—收斂低的點列收斂得更快.

## 實例

### 數列
有如下數列:
{\displaystyle a_{1}=1,\ a_{2}={\frac {1}{2}},\ a_{3}={\frac {1}{4}},\ a_{4}={\frac {1}{8}},\ \cdots ,\ a_{k}={\frac {1}{2^{k-1}}},\ \cdots ,\ a_{\infty }=0.}
容易計算: {\displaystyle Q_{1}={\frac {1}{2}}}, 故該數列是Q線性收斂的; 滿足{\displaystyle Q_{p}=+\infty }的{\displaystyle p}的集合為{\displaystyle \{x|x>1\}}, 此集合的下確界為{\displaystyle 1}, 故該數列的收斂階為{\displaystyle 1}. 而同理, 可計算得該數列是R線性收性, R收斂階為{\displaystyle 1}.

### 向量列
有如下向量列: 
{\displaystyle v^{(1)}=(a,b)^{\mathbf {T} },\ v^{(2)}=(a^{2},b^{2})^{\mathbf {T} },\ \cdots ,\ v^{(k)}=(a^{k},b^{k})^{\mathbf {T} },\ \cdots ,\ v^{(\infty )}=(0,0)^{\mathbf {T} }.(0<a^{2}+b^{2}<1)}.
據上作出計算如下, 
{\displaystyle Q_{1}=\limsup _{k\rightarrow \infty }{\frac {\|(a^{k+1},b^{k+1})^{\mathbf {T} }\|_{2}}{\|(a^{k},b^{k})^{\mathbf {T} }\|_{2}}}=\limsup _{k\rightarrow \infty }{\frac {\sqrt {(a^{k+1})^{2}+(b^{k+1})^{2}}}{\sqrt {(a^{k})^{2}+(b_{k})^{2}}}}<\limsup _{k\rightarrow \infty }{\frac {\sqrt {(a^{2k}+b^{2k})(a^{2}+b^{2})}}{\sqrt {a^{2k}+b^{2k}}}}={\sqrt {a^{2}+b^{2}}}<1,}
故數列為Q線性收斂; Q收斂階為{\displaystyle 1}; 
{\displaystyle R_{1}=\limsup _{k\rightarrow \infty }(a^{2k}+b^{2k})^{1/2k}=\max\{a,b\}<1,}
故數列為R線性收斂; R收斂階為{\displaystyle 1}.

### 優化算法的疊代點列

#### 牛頓法
注: 此处的牛頓法指應用於最優化的牛頓法.
可以證明, 如果牛頓法的目標函數{\displaystyle f(x)}的二階導數{\displaystyle f^{\prime \prime }(x)}在其收斂點{\displaystyle x_{\infty }}處Lipschitz連續, 則滿足不等式
{\displaystyle 0<{\frac {|x_{k+1}-x_{\infty }|}{|x_{k}-x_{\infty }|}}<+\infty .}
此說明牛頓法的疊代點列是Q平方收斂; 另言之, 牛頓法的收斂速度是二次的. 